# Spektrum eines Ringes
Das Spektrum eines Ringes ist ein Konstrukt aus der Algebra, einem Teilgebiet der Mathematik. Das Spektrum eines Ringes {\displaystyle R} ist die Menge aller Primideale in {\displaystyle R}, in Zeichen 
{\displaystyle \operatorname {Spec} (R)=\{P\mid P\subseteq R{\text{ mit }}P{\text{ Primideal}}\}.}
Es bezeichnet das dem Ring entsprechende geometrische Objekt.
Dieser Artikel beschäftigt sich mit kommutativer Algebra. Insbesondere sind alle betrachteten Ringe kommutativ und haben ein Einselement. Für weitere Details siehe Kommutative Algebra.

## Definition
Für einen Ring {\displaystyle R} ist das Spektrum {\displaystyle \operatorname {Spec} R} ein topologischer Raum mit einer Garbe von Ringen:
- Die dem Raum zugrundeliegende Menge ist die Menge der Primideale von {\displaystyle R}.
- Die Topologie ist die Zariski-Topologie, bei der eine Basis der offenen Mengen durch die Mengen

{\displaystyle D(f)=\{P\in \operatorname {Spec} R\mid f\notin P\}}
für Elemente {\displaystyle f} von {\displaystyle R} gegeben ist.
- Die Schnitte der Strukturgarbe {\displaystyle {\mathcal {O}}_{\operatorname {Spec} R}} über {\displaystyle D(f)} sind gleich der Lokalisierung {\displaystyle R_{f}}. Insbesondere ist

{\displaystyle \Gamma (\operatorname {Spec} R,{\mathcal {O}}_{\operatorname {Spec} R})=R}.
Lokal geringte Räume, die isomorph zum Spektrum eines Ringes sind, werden affine Schemata genannt.

## Beispiele
- Das Spektrum eines Körpers besteht aus einem einzelnen Punkt; die Schnitte der Strukturgarbe über diesem Punkt sind gleich dem Körper selbst.
- {\displaystyle \operatorname {Spec} \mathbb {Z} } besteht aus der 0 und den (positiven) Primzahlen; offene Mengen sind Komplemente einer endlichen Menge von Primzahlen {\displaystyle S}; die Schnitte der Strukturgarbe über einer solchen offenen Menge sind die rationalen Zahlen, deren Nenner nur Primfaktoren aus {\displaystyle S} enthalten.
- Der {\displaystyle n}-dimensionale affine Raum über einem Ring {\displaystyle R} ist das affine Schema {\displaystyle \operatorname {Spec} R[x_{1},\dotsc ,x_{n}]}. Ist {\displaystyle R=k} ein algebraisch abgeschlossener Körper, dann entsprechen die abgeschlossenen Punkte (äquivalent: die maximalen Ideale) bijektiv den Punkten im Raum {\displaystyle k^{n}} (Siehe: Hilbertscher Nullstellensatz).
- Sei {\displaystyle X} ein kompakter Hausdorff-Raum und sei {\displaystyle R} der Ring der komplexwertigen stetigen Funktionen auf {\displaystyle X}, dann entsprechen die abgeschlossenen Punkte im Spektrum bijektiv den Punkten in {\displaystyle X}. Man kann auf diese Weise den Hausdorff-Raum {\displaystyle X} topologisch in den (im Allgemeinen nichthausdorffschen) Raum {\displaystyle \operatorname {Spec} R} einbetten. Dieses Beispiel verbindet das hier behandelte Spektrum der Ringtheorie mit dem Gelfand-Spektrum einer Banachalgebra, wie es in der Funktionalanalysis und der Operatorentheorie untersucht und verwendet wird.

## Eigenschaften
- Das Spektrum eines Ringes ist ein lokal geringter Raum: der Halm der Strukturgarbe {\displaystyle {\mathcal {O}}_{\operatorname {Spec} R}} in einem Punkt {\displaystyle P} ist der lokale Ring {\displaystyle R_{P}}.
- Das Spektrum eines Ringes ist stets quasi-kompakt.
- Die Bildung des Spektrums ist ein kontravarianter Funktor: Für einen Ringhomomorphismus {\displaystyle \varphi \colon A\to B} ist {\displaystyle \operatorname {Spec} (\varphi )\colon \operatorname {Spec} (B)\to \operatorname {Spec} (A)} stetig, genauer: ein Homomorphismus lokal geringter Räume.
- Der Funktor Spec ist eine Kategorienäquivalenz zwischen der Kategorie der Ringe (kommutativ mit Eins) und der Kategorie der affinen Schemata, insbesondere ist jeder Morphismus von affinen Schemata von der Form {\displaystyle \operatorname {Spec} (\varphi )} für einen Ringhomomorphismus {\displaystyle \varphi }.